# Legionowo
Legionowo là một thị trấn thuộc hạt Legionowo, tỉnh Masovia, miền trung Ba Lan. Thị trấn cách Warsaw khoảng 23 km về phía đông bắc và chỉ cách Zegrze Reservoir khoảng 7 km về phía nam, gần tuyến đường sắt Warsaw-Gdańsk và Warsaw-Suwałki. Tổng diện tích của thị trấn là 1.354 ha. Tính đến năm 2006, dân số của thị trấn là 54.109 người, mật độ 3.996 người/km².
Các hạt liền kề (từ phía bắc, theo chiều kim đồng hồ): Hạt Pułtusk, Hạt Wyszków, Hạt Wołomin, Warsaw, Hạt Tây Warsaw, Hạt Nowy Dwór Mazowiecki.

## Giáo dục
- Đại học kinh tế và công nghệ

## Lịch sử

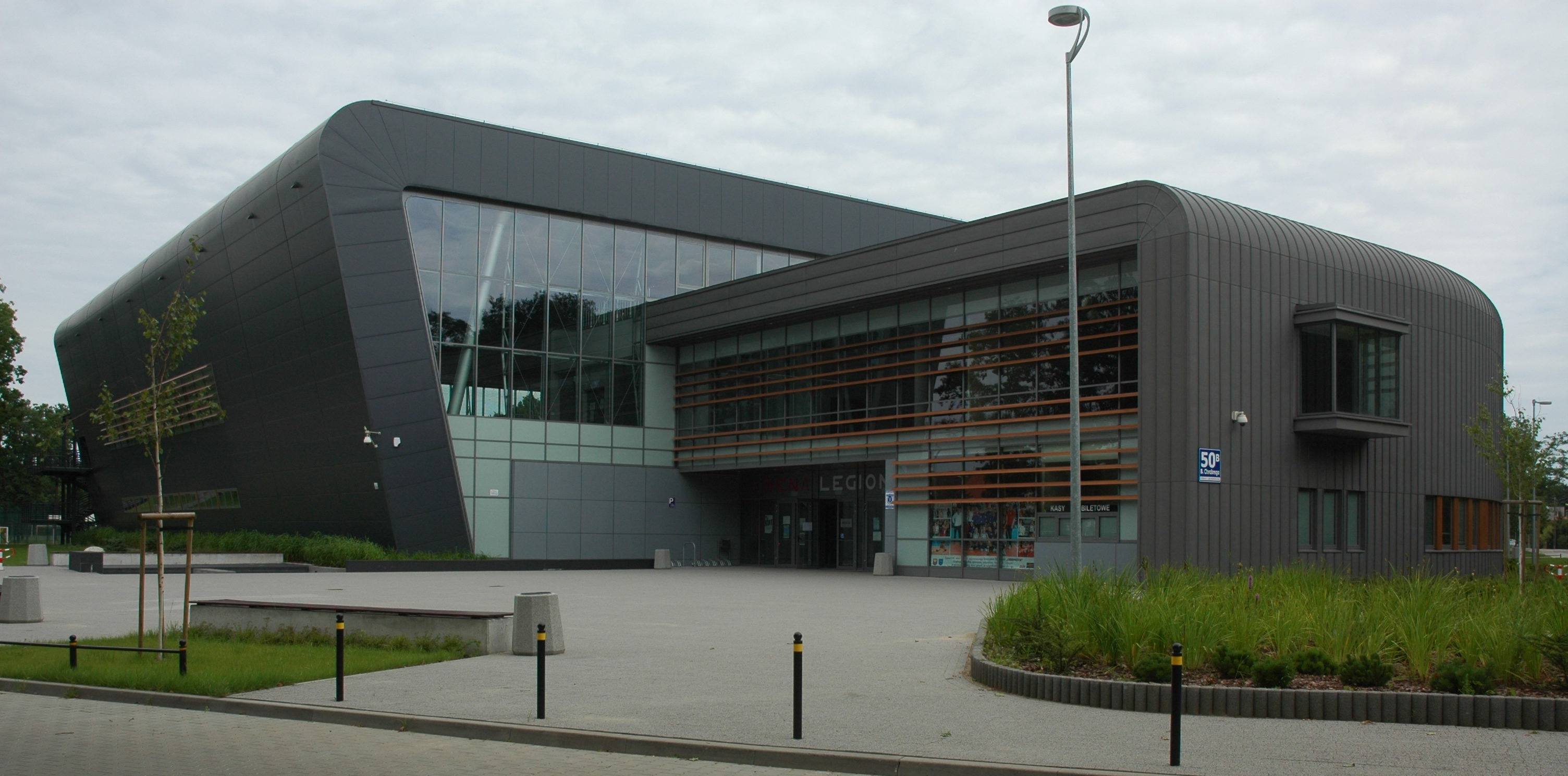
Đấu trường Legionowo

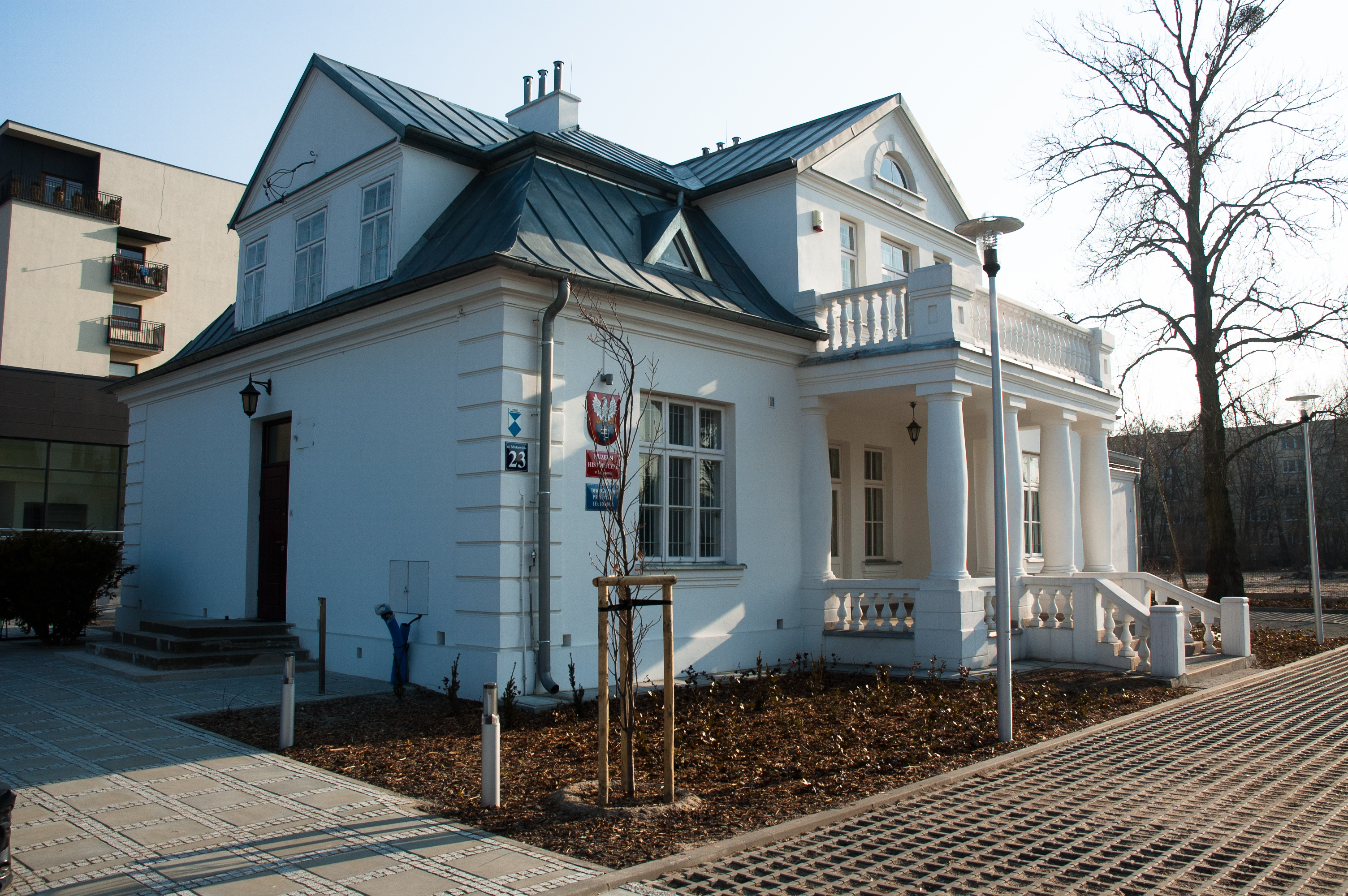
Bảo tàng lịch sử Villa Bratki

- Lịch sử của Legionowo bắt đầu từ năm 1877, khi nhà ga đường sắt Jabłonna Nowa được xây dựng. Cái tên Jabłonna được bắt nguồn từ một ngôi làng gần đó. Vào năm 1774 – 1779, một vị giám mục tên là Michał Poniatowski (anh trai vị vua cuối cùng của Ba Lan, Stanisław Poniatowski) đã xây dựng cung điện Jabłonna Palace. Hiện nay, Cung điện này thuộc sở hữu của Viện hàn lâm Khoa học Ba Lan.
- Năm 1892, Một doanh trại quân đội của Nga được xây dựng gần nhà ga đường sắt (Obóz Hurki) và một đơn vị đồn trú của quân đội Nga đã đóng quân ở đó cùng với một phần của Pháo đài Warsaw, cho đến khi bắt đầu Chiến tranh thế giới thứ nhất, khu vực này bị quân Đức chiếm đóng.
- Năm 1912, Legionowo được trao quyền thành phố.
- Năm 1919, Jabłonna Nowa được đổi tên thành Legionowo để vinh danh Quân đoàn Ba Lan.
- Năm 1920, Viện Khí học (hiện nay là Trung tâm Hàng không thuộc Viện Khí tượng và Quản lý Nước) đã được khai trương.
- Trong trận chiến Warsaw vào tháng 8 năm 1920, từ doanh trại ở Legionowo, Tướng Żeligowski đã chỉ huy Sư đoàn Bộ binh số 10 đến Radzymin, giúp Warsaw thoát khỏi Hồng quân.
- Năm 1922, Nhà máy sản xuất dù và bóng bay Aviotex đã được khai trương tại Legionowo, nơi đây cũng sản xuất lều và một số thiết bị cắm trại khác (ví dụ: túi ngủ…).
- Sau năm 1925, Legionowo trở thành khu nghỉ mát mùa hè cho cư dân Warsaw, vì ở đây có rất nhiều cây cối và không bị ô nhiễm.
- Giữa chiến tranh thế giới lần thứ nhất và thứ hai, tuyến đường sắt kết nối Legionowo với Warsaw đi qua Jabłonna đã được xây dựng.
- Năm 1930, Legionowo trở thành một xã (gmina).
- Trong chiến tranh thế giới lần thứ hai, trại giam Stalag 368 được xây dựng ở Beniaminowo và một khu ổ chuột được đặt tại Legionowo.
- Trong chiến tranh thế giới lần thứ hai (năm 1944), người dân ở Legionowo tham gia vào cuộc nổi dậy ở Warsaw. Trong tuần đầu tiên của tháng 8 năm 1944, Legionowo thường xuyên là nơi chiến đấu giữa quân đội Đức và phiến quân Ba Lan. Sau một tuần, người Đức đã dập tắt cuộc nổi dậy và một số người Ba Lan bị xử tử tại một trong những nơi trú ẩn của quân đội gần tuyến đường sắt.
- Sau chiến tranh thế giới lần thứ hai, một nhà máy gạch được xây dựng tại đây (hiện nay nhà máy đó không còn tồn tại).
- Trong những năm 1950, tuyến đường sắt tiêu chuẩn đã được điện khí hóa.
- Vào cuối những năm 1960, tuyến đường sắt bị đóng cửa và vào đầu những năm 1970, đường ray của nó cũng bị phá bỏ. Hiện nay, nhà ga và bến tàu vẫn còn nhưng được sử dụng với mục đích riêng.
- Vào những năm 1960, một số toà nhà 4 tầng đầu tiên được xây dựng. Trong những năm 1970 và 1980, các toà nhà cao tầng (11 tầng) cũng đã được xây dựng.
- Vào năm 1977, nhà máy sản xuất thiếc "Bistyp" được khai trương và đưa vào hoạt động.
- Đầu những năm 1980, một nhà máy chuyên sản xuất các thiết bị đúc sẵn dùng trong xây dựng được đặt gần Legionowo (Nhà máy hiện đã bị đóng cửa).
- Vào tháng 8 năm 1990, một Trung tâm đào tạo cảnh sát đã được khai trương.
- Sau trận lụt lớn ở miền Nam Ba Lan năm 1997, Viện Khí tượng học được trang bị radar khí tượng Doppler, có thể quét khoảng 1/5 diện tích Ba Lan để tìm mưa và bão.
- Năm 2012, Legionowo đã chiến thắng đội bóng Hy Lạp trong cuộc thi bóng đá Euro 2012.

## Nhà ga xe lửa
Một trong những thứ còn sót lại ở Legionowo là nhà ga xe lửa Legionowo. Kể từ năm 2011, nó được Công ty điều hành đường sắt Koleje Mazowieckie ở tỉnh Masovia của Ba Lan vận hành. Công ty này điều hành các tuyến KM9 đi từ Warszawa Zachodnia hoặc Warszawa Wola đến Działdowo và Szybka Kolej Miejska; tuyến S9 đi từ Warszawa Gdańska đến Kraków, Kołobrzeg, Olsztyn, Bielsko-Biała, Gdynia và cả Warszawa Zachodnia.
Từ năm 2014 – 2016, nhà ga đã được tái cơ cấu lớn với sự tài trợ chủ yếu đến từ Thụy Sĩ. Bao gồm: một trung tâm vận chuyển, bãi đậu xe nhiều tầng, các cửa hàng…[2]

## Thể thao
Đội bóng Legionovia Legionowo được đặt trụ sở tại sân vận động Legionowo và chơi ở giải III Liga.

## Những nhân vật nổi tiếng của thị trấn
- Wojciech Lemański (1960) - một linh mục Công giáo La Mã
- Ola Jordan (1982) - một vũ công khiêu vũ

## Các địa điểm tham quan nổi tiếng
- Doanh trại quân đội Nga, làm bằng gạch đỏ của Nga (lớn hơn so với tiêu chuẩn gạch của Ba Lan)
- Những ngôi nhà nghỉ dưỡng được làm từ gỗ, ngày nay một trong số những ngôi nhà này nằm ở trung tâm của Legionowo
- Nhà thờ Thánh Joseph được xây dựng vào năm 1945
- Nhà thờ Holy Spirit được xây dựng vào những năm 1979-1985